# Fafà Picault
Fabrice Picault (Manhattan, Nueva York, 23 de febrero de 1991), más conocido como Fafà Picault, es un futbolista estadounidense de origen haitiano. Juega de delantero y su equipo es el Inter de Miami de la Major League Soccer.

## Trayectoria

### NASL
Picault comenzó su carrera con el equipo juvenil y de reservas del Cagliari italiano, pero dejó al club luego de seis años por razones desconocidas. Poco después firmó un contrato de un año con el Tampa Bay Rowdies de la NASL en 2012. Picault es conocido por su velocidad, además de su visión y habilidad técnica.
Hizo su debut profesional en la victoria 3-2 contra la Atlanta Silverbacks el 20 de mayo de 2012. Luego del final de la temporada 2012 de la NASL, los Rowdies lo dejaron ir. Regresó para una segunda temporada en la NASL con los Fort Lauderdale Strikers para el 2014.

### Sparta de Praga
En enero de 2015 pasó al Sparta de Praga de la República Checa. No obstante, el club lo dejó ir el 17 de junio de 2015. Nunca llegó a jugar un partido de liga con el club, pero sí jugó los últimos seis minutos de un partido por la Copa de la República Checa frente al Jablonec. Mientras estaba con el Sparta, pasó gran parte del tiempo jugando con el equipo sub-21.

### FC St. Pauli
En septiembre de 2015, Picault firmó un contrato de un año con el FC St. Pauli de la 2. Bundesliga alemana, con la opción de extender el mismo por un año. Fue el último fichaje del St. Pauli antes de iniciar la temporada 2015–16. En abril de 2016, extendió su contrato hasta abril de 2018.

## Selección nacional

### Selección de Haití
El 9 de septiembre de 2014, Picault, junto con su compañero de equipo de los Fort Lauderdale Strikers James Marcelin, fue convocado a la selección de fútbol de Haití para jugar un partido amistoso en el Estadio Lockhart. No obstante, no llegaría a jugar en ese encuentro.

### Selección de Estados Unidos
Picault fue convocado para jugar con la selección nacional de los Estados Unidos en mayo de 2016 con miras a un partido amistoso frente a Puerto Rico. Hizo su debut en ese encuentro, ingresando en el segundo tiempo.

## Clubes
| Club                      | País            | Año           |
| ------------------------- | --------------- | ------------- |
| Tampa Bay Rowdies         | Estados Unidos  | 2012          |
| Fort Lauderdale Strikers  | Estados Unidos  | 2014          |
| A. C. Sparta Praga        | República Checa | 2015          |
| F. C. St. Pauli           | Alemania        | 2015-2017     |
| Philadelphia Union        | Estados Unidos  | 2017-2019     |
| F. C. Dallas              | Estados Unidos  | 2020          |
| Houston Dynamo F. C.      | Estados Unidos  | 2021-2022     |
| Nashville S. C.           | Estados Unidos  | 2022-2023     |
| Vancouver Whitecaps F. C. | Canadá          | 2024          |
| Inter de Miami            | Estados Unidos  | 2025-presente |

## Vida privada
Picault es hijo de inmigrantes haitianos a los Estados Unidos. Nació en Nueva York y cuenta con pasaportes tanto de Estados Unidos como de Haití. Su abuelo jugó para la selección de Haití y su padre fue futbolista de sala profesional con el Philadelphia Fever de la  Major Indoor Soccer League.